# سپید (روزنامه)
سپید هفته‌نامه‌ای است که توسط مؤسسهٔ خصوصی ابن سینای بزرگ و برای شاغلین و فعالان عرصهٔ بهداشتی و درمانی کشور منتشر می‌شد و توزیع عمومی نداشت. این نشریه از سال ۱۳۹۳ تبدیل به اولین روزنامه پزشکی کشور شد. سپید بنا به ادعای وب‌گاه مؤسسهٔ ابن سینا، پرتیراژترین نشریهٔ پزشکی کشور است.